# إد في. ميد
إد في. ميد هو سياسي أمريكي، ولد في 1921 في أبيلين في الولايات المتحدة، وتوفي في 1983. نشط حزبياً في الحزب الديمقراطي. وقد انتخب نائب حاكم نيومكسيكو ‏.